# 이즈미오쓰시
이즈미오쓰시(일본어: 泉大津市, 문화어: 이즈미오쯔시)는 일본 오사카부 중남부에 있는 시이다. "이즈미오쓰"라는 시명은 과거 이즈미국 국부의 외항(구니쓰)이었던 데에서 유래한다. 사카이 센보쿠 임해 공업지대의 일각을 차지해 모직물 생산을 중심으로 발전을 이루었지만 최근에는 물류 거점의 성격도 강하게 나타나고 있다. 또 항만이나 중심역의 재개발이 진행되어 인구는 증가 경향에 있다.

## 지리
지형은 거의 기복이 없고 평탄하다. 오사카부 2급 하천인 오쓰강이 시 남단의 다다오카정과의 경계에서 흐르고 있다. 또 매립지의 증가로 조금씩 면적이 증가하고 있다.

## 역사
- 1889년 4월 1일 - 이즈미군 오쓰촌이 성립하였다.
- 1896년 4월 1일 - 센보쿠군이 성립하였다.
- 1915년 4월 1일 - 정으로 승격해 센보쿠군 오쓰정이 되었다.
- 1931년 8월 20일 - 센보쿠군 가미조촌, 아나시촌을 편입하였다.
- 1942년 4월 1일 - 오사카부에서 8번째로 시로 승격하였다. 이때 시가현 오쓰시가 먼저 시가 되었기 때문에 옛 이즈미국(和泉国)의 "泉"을 붙여서 "이즈미오쓰시(泉大津市)"가 되었다.

## 교통

### 철도
- 난카이 전기 철도 본선

### 도로
- 한신 고속도로
- 국도 26호선

## 인구
| 연도 | 인구     | ±% |
| ---- | -------- | -- |
| 1970 | 59,437명 | —  |
| 1975 | 66,250명 | —  |
| 1980 | 67,474명 | —  |
| 1985 | 67,755명 | —  |
| 1990 | 67,035명 | —  |
| 1995 | 68,842명 | —  |
| 2000 | 75,091명 | —  |
| 2005 | 77,673명 | —  |
| 2010 | 77,548명 | —  |
| 2015 | 75,897명 | —  |
| 2020 | 74,412명 | —  |

## 자매 도시, 제휴 도시
- 오스트레일리아 빅토리아주 그레이터질롱시(City of Greater Geelong)
  - 1992년 4월 28일에 제휴
- 일본 아이치현 지타시(지타시 소방본부)
  - 재해 시에는 상호 협정
- 일본 와카야마현 히다카군 나카쓰정(현재의 히다카가와정)
  - 2002년 4월 30일에 우호 도시 제휴
- 대한민국 전라남도 광양시
  - 2008년 5월 19일에 우호 도시 제휴